# Obecné ohrožení
Obecné ohrožení podle § 272–273 českého trestního zákoníku 40/2009 Sb. je trestný čin, jehož se dopustí pachatel, který úmyslně (§ 272) nebo z nedbalosti (§ 273) vydá lidi v nebezpečí smrti nebo těžké újmy na zdraví nebo cizí majetek v nebezpečí škody velkého rozsahu tím, že způsobí požár nebo povodeň nebo škodlivý účinek výbušnin, plynu, elektřiny nebo jiných podobně nebezpečných látek nebo sil nebo se dopustí jiného podobného nebezpečného jednání (obecné nebezpečí), případně obecné nebezpečí zvýší anebo ztíží jeho odvrácení nebo zmírnění.
Trest je podle okolností a závažnosti stanoven od jednoho roku odnětí svobody po výjimečný trest.
Skutková podstata tohoto trestného činu je popsána s využitím analogie, jež je jinak v trestním právu vyloučena, což vytváří pochybnost, zda by demonstrativní výčet neměl být chápán spíše jako taxativní; vzhledem k tomu, že základní znak trestného činu, tzn. podstata obecného ohrožení, je popsán dostatečně určitě, tato otázka se jeví jako méně podstatná.
Jsou-li naplněny další znaky, může přicházet v úvahu namísto trestného činu obecného ohrožení některá ze speciálních skutkových podstat, např. ohrožení bezpečnosti vzdušného dopravního prostředku a civilního plavidla (§ 291) nebo teroristický útok (§ 311). V některých právních řádech je obsažena i speciální skutková podstata žhářství, jež je v platném právu jednou z forem obecného ohrožení.
V komentářích a výkladech k trestnému činu obecného ohrožení se opakovaně objevuje tvrzení, že aby tato skutková podstata byla naplněna, musí být ohrožených osob nejméně sedm, či dokonce že Nejvyšší soud v judikatuře takový limit „ustanovil“. Někdy je v této souvislosti odkazováno na rozhodnutí senátu Nejvyššího soudu ČR čj. 7 To 55/81 ze dne 18. 1. 1982. Toto usnesení však takový limit z ničeho nevyvozuje ani neodůvodňuje, ale pouze konstatuje, že „soudní praxe správně předpokládá ohrožení nejméně sedmi osob pro naplnění uvedené skutkové podstaty takového trestného činu“, aniž by takovou soudní praxi konkrétně doložil a vymezení této podmínky jakkoliv přezkoumával. Zároveň zmiňuje, že „za větší počet osob se v soudní praxi považuje alespoň sedm osob skutečně přítomných“. Ve znění trestního zákona žádný konkrétní limit stanoven není, výklady lze opírat o použití tvaru „lidí“, tedy množného čísla, a o použití přídavného jména „obecné“, které jinak obecně v právu nevyjadřuje masovost, ale spíše neadresnost. 
V roce 2013 Nejvyšší soud ve své judikatuře dospěl k názoru, že v případech obecného ohrožení není rozhodující, zda výsledný větší počet ohrožených osob se do stavu obecného nebezpečí dostával jednáním pachatele v krátkém časovém intervalu postupně, nebo najednou ve stejném okamžiku.